# Konstitutionelle Monarchie

Parlamentarische Monarchie
Commonwealth Realm
Konstitutionelle Monarchie
Absolute Monarchie
Subnationale Monarchie(n) vorhanden

Eine konstitutionelle Monarchie ist im weiteren Sinne eine Monarchie, in der die Macht des Monarchen durch eine Verfassung (Konstitution, lat. constitutio) geregelt und beschränkt wird. Sie steht damit im Gegensatz zur absoluten Monarchie, in der mangels Verfassung die Macht der Monarchen unbeschränkt ist (heutige absolute Monarchien verfügen zwar über Verfassungen, die jedoch die Macht des Monarchen nicht einschränken). Diese Definition entspricht meist dem Gebrauch in der englischsprachigen Literatur, wenn von constitutional oder limited monarchy die Rede ist.
Je nachdem, wie weit die Macht des Monarchen beschränkt bzw. wie das Regierungssystem ausgestaltet ist, unterscheidet man zwischen der konstitutionellen Monarchie im engeren Sinne, in der der Monarch immer noch über politischen Gestaltungsspielraum verfügt und Einfluss auf die Regierungsbildung hat, seine Macht aber mit dem Parlament teilen muss, und der parlamentarischen Monarchie, in der der Monarch zumeist eine repräsentative Funktion hat. Diese Definition ist die in der deutschsprachigen Literatur verwendete. 
Die konstitutionelle Monarchie war die am weitesten verbreitete Staatsform im Europa des 19. Jahrhunderts. Mit der Zeit entwickelten sich viele dieser Monarchien zu parlamentarischen Monarchien. Heutzutage gibt es weltweit nur noch wenige konstitutionelle Monarchien im engeren Sinne.

## Abgrenzung
Häufig werden die Monarchien in absolute (ohne Verfassung und mit unbeschränkter Macht des Monarchen), konstitutionelle (mit Verfassung und Gestaltungsmacht des Monarchen) und parlamentarische (mit Verfassung und repräsentativer Funktion des Monarchen) unterteilt. In den meisten europäischen Ländern aber gab es keine beständige Entwicklung vom Absolutismus zum Parlamentarismus. Oft fanden Wechsel und Rückschritte statt. Möglich war es, dass unter ein und derselben Verfassung mal der Monarch, mal das Parlament die größere Macht hatte, und auch eine Rückkehr zum Absolutismus kam vor.
Von der absoluten Monarchie unterscheidet sich die konstitutionelle in der Regel durch ein Verfassungsdokument. Allerdings hat Großbritannien bis heute kein einheitliches Verfassungsdokument, sondern nur historische Gesetze, die Einfluss auf das politische System haben. Das britische Parlament kann mit einfacher Mehrheit jedes Gesetz und jeden Beschluss wieder ändern. Umgekehrt gab es Monarchien, in denen selbst eine Verfassung die Macht des Monarchen nicht wesentlich einschränkte. Alle heutigen absoluten Monarchien haben Verfassungen, welche dem Monarchen jedoch uneingeschränkte Macht geben.
Die Macht der Volksvertretung in der konstitutionellen Monarchie hängt von mehreren Faktoren ab, unter anderem von ihrem Rückhalt im Volk und ihrer politischen Geschlossenheit. Auch wenn in einer Verfassung die Volksvertretung nicht ausdrücklich an der Regierungsbildung beteiligt ist, kann sie de facto den entscheidenden Einfluss darauf ausüben. In manchen Ländern hat in einem Verfassungskampf die Volksvertretung beispielsweise nicht mehr an der Gesetzgebung mitgearbeitet und dem Monarchen den gewünschten Staatshaushalt verweigert, bis der Monarch eine Regierung mit Vertrauensleuten der Volksvertretung einsetzte. Der Monarch ernennt dann nur noch Minister, von denen er weiß, dass sie das Vertrauen einer Mehrheit in der Volksvertretung haben. Eine konstitutionelle Monarchie kann daher gleichzeitig parlamentarisch (im Sinne der Regierungsbildung) sein.
In einigen Fällen ist der Parlamentarismus in der Verfassung selbst verankert. Dabei erhält die Volksvertretung nicht nur die üblichen Kontrollrechte, wie das Zitierrecht, mit dem sie einen Minister in eine Parlamentssitzung rufen kann, wo er Auskünfte geben muss. Die Volksvertretung ist ausdrücklich an der Ernennung von Ministern beteiligt, oder an der Entlassung, oder an beidem. Beispielsweise ernennt der Monarch zwar die Minister, doch die Volksvertretung kann durch ein Misstrauensvotum bekunden, dass sie einen Minister ablehnt. Der Monarch muss ihn dann verfassungsgemäß entlassen. Wegen dieses Risikos ernennt der Monarch nur Minister, von denen er bereits weiß, dass sie eine Mehrheit in der Volksvertretung hinter sich haben.

## Vorgeschichte

### Antike und Mittelalter

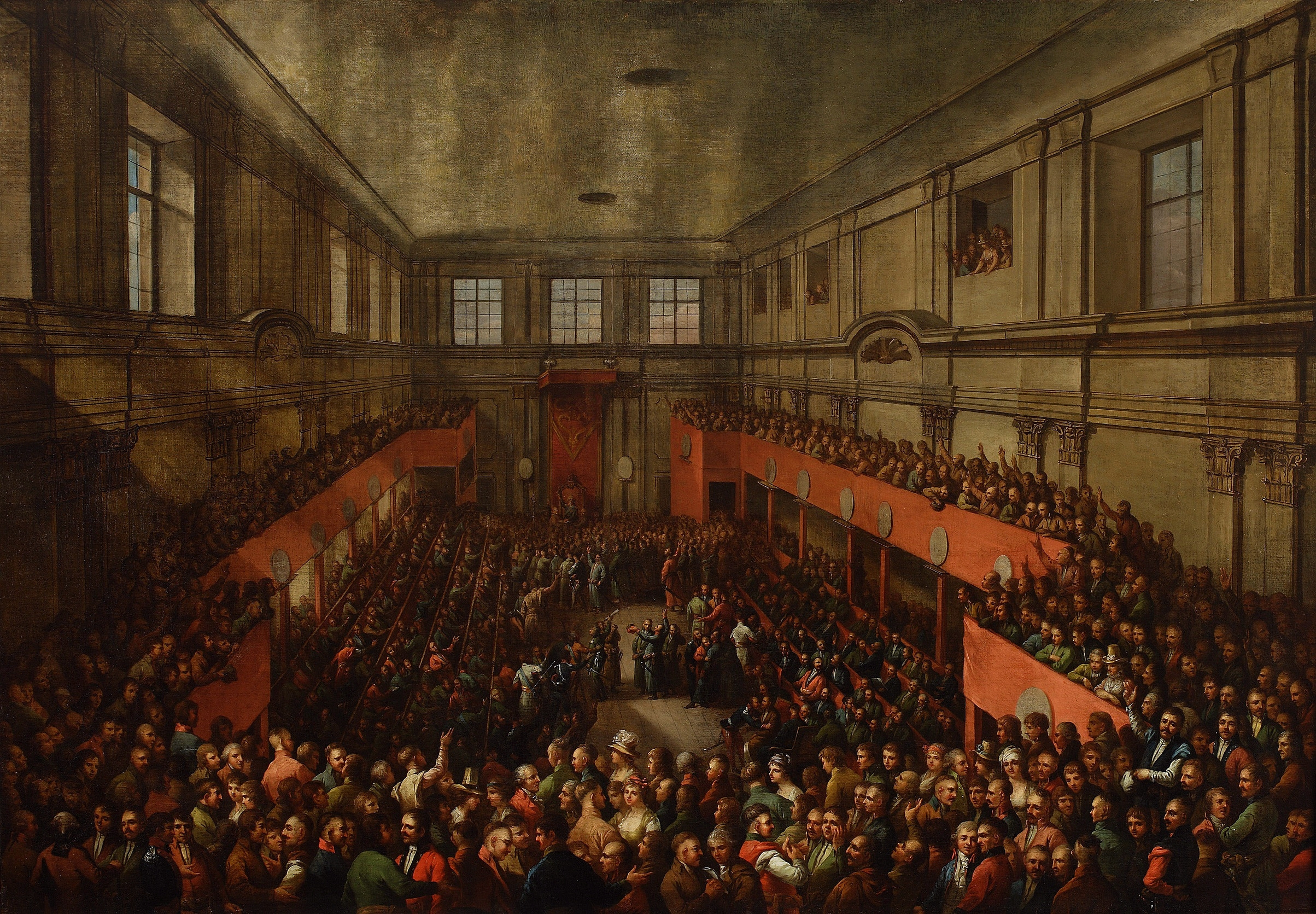
Die Verabschiedung der Verfassung vom 3. Mai 1791, zur Zeit des Vierjährigen Sejms im Warschauer Königsschloss, etablierte Polen als die erste konstitutionelle Monarchie (Gemälde von 1806).

Kontrollinstanzen von Monarchen oder Herrschern gab es bereits in der Antike. In der Geschichte Athens kam es nach der Beseitigung des Königtums zunächst zur Oligarchie der Adelsgeschlechter. Schließlich führten verschiedene strukturelle Reformen zur Herausbildung der klassischen attischen Demokratie. Diese hatte jedoch kein gekröntes Oberhaupt als Staatsspitze.

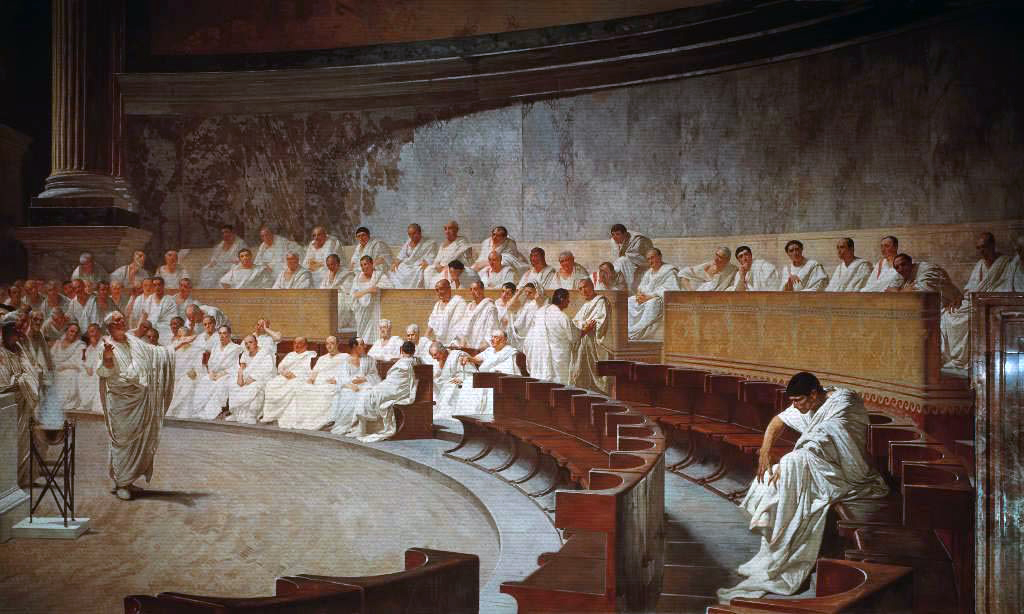
Darstellung einer römischen Senatssitzung (Gemälde aus dem Jahr 1888).

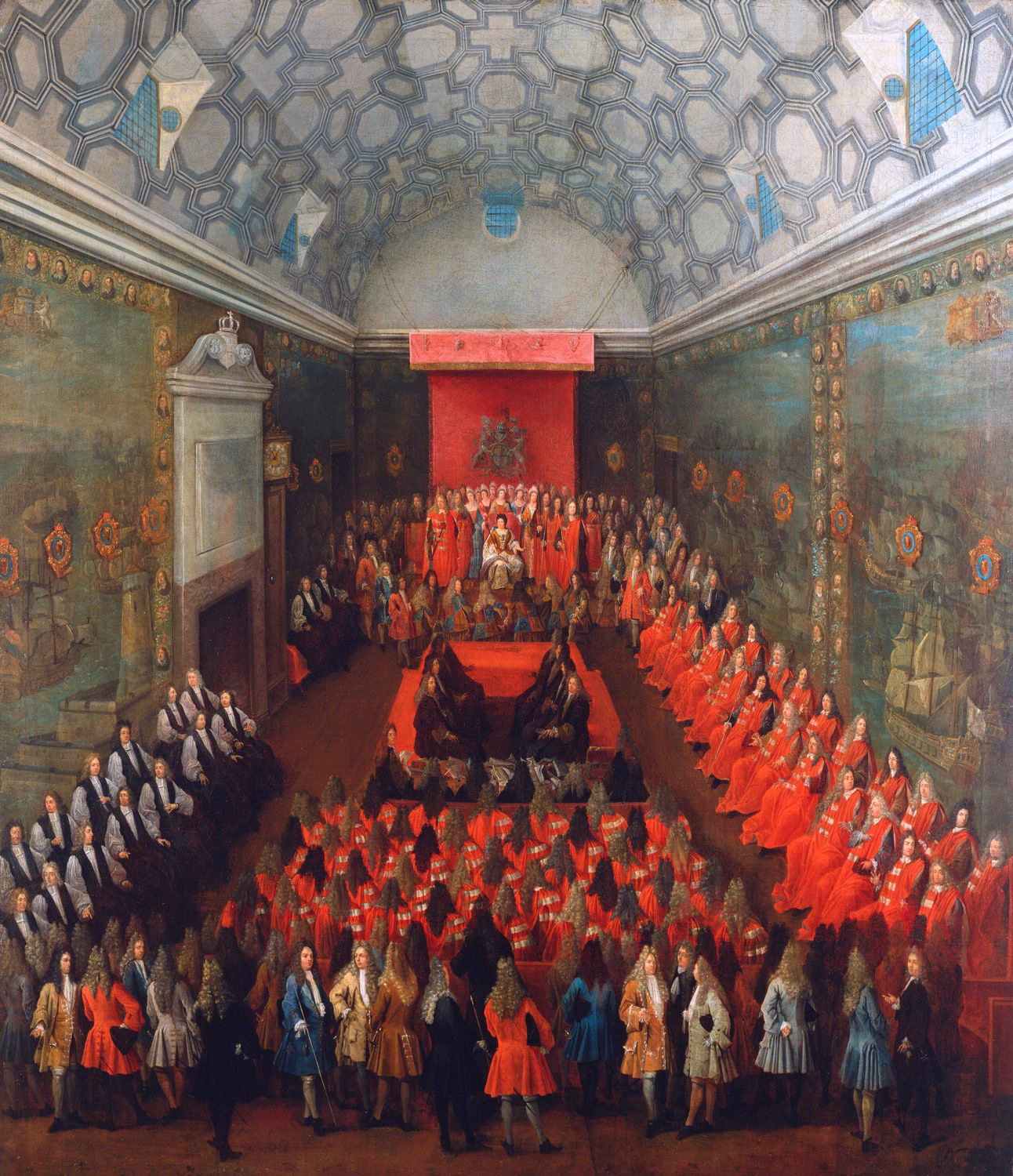
Königin Anne von Großbritannien bei einer Sitzung der House of Lords, c. 1708–14. Eine parlamentarische Kontrolle der englischen Monarchen entwickelte sich bereits ab dem 13. Jahrhundert.

Der römische Senat war bis zum Ende der Republik die wichtigste Institution des römischen Reiches. Nicht nur der Senat als Gremium war verantwortlich für diese Bedeutung, auch seine Mitglieder, die Senatoren, waren stets bedeutende und im Reich allgemein anerkannte Personen. Obwohl die Rechte des Senats, der vornehmlich eine Versammlung ehemaliger Amtsträger war, und die Rechtskraft seiner Beschlüsse nie niedergeschrieben wurden, bestimmte er bis in die Zeit des Augustus und in Ausnahmesituationen auch noch danach die römische Politik. Der Senat bestand zwar während des Kaiserreiches bis in die ausgehende Spätantike, verlor jedoch zunehmend an Macht gegenüber den Imperatoren. Der byzantinische Senat oder oströmische Senat war die Fortführung des römischen Senats. Er wurde im frühen 4. Jahrhundert von Kaiser Konstantin gegründet. Die Institution des Senats überlebte die Jahrhunderte, wenngleich seine Relevanz kontinuierlich abnahm, bis er im 13. Jahrhundert verschwand.
In Westeuropa entwickelte sich nach dem Fall des römischen Imperiums der Feudalismus. Die gewählten deutschen Könige und römischen Kaiser waren zwar nicht an einem Senat oder einer parlamentarischen Instanz gebunden, jedoch mussten sie auf die Meinung der Fürsten achten und konnten nicht absolut herrschen. Unter Karl dem Großen fand 777 erstmals eine Reichsversammlung in Sachsen (in Paderborn) statt. Seit dem 12. Jahrhundert entwickelte sich aus den formlosen Hoftagen der Reichstag des Heiligen Römischen Reiches und wurde 1495 mittels eines Vertrages zwischen dem Kaiser und den Ständen zu einer festen Institution der Reichsverfassung, neben dem König bzw. Kaiser stehende Körperschaften. Der Reichstag war ursprünglich die Versammlung der Reichsstände und entwickelte sich zu einem maßgeblichen Gegengewicht gegenüber der kaiserlichen Zentralgewalt.
Als Generalstände bezeichnet man in Frankreich die erstmals 1302 von König Philipp IV. einberufene Versammlung von Vertretern der drei Stände. Diese bestanden aus Klerus, Adel sowie dem Dritten Stand. Jeder dieser Stände verfügte über ca. 300 Abgesandte. Die Generalstände wurden meist in Krisenzeiten vom König einberufen, wenn es galt, neue Steuern durchzusetzen oder außenpolitisch riskante Verträge absegnen zu lassen. Die Ursprünge der Ständeversammlung liegen in der alten Pflicht und dem Recht des Adels, den König zu beraten. Immer wieder gab es Versuche der Versammlung, Einfluss auf die königliche Gesetzgebung zu gewinnen, die aber nicht sehr erfolgreich waren.

### Entwicklung zum Konstitutionalismus
Einige Ursprünge des modernen Parlamentarismus und der konstitutionellen Monarchie liegen in England. Die Magna Carta ist eine von König Johann Ohneland zu Runnymede in England am 15. Juni 1215 unterzeichnete Vereinbarung mit dem revoltierenden englischen Adel. Sie gilt als die wichtigste Quelle des englischen Verfassungsrechts. Ein bedeutender Teil der Magna Carta ist eine wörtliche Kopie der Charter of Liberties Heinrichs I., welche dem englischen Adel seine Rechte gewährte. Die Magna Carta verbriefte grundlegende politische Freiheiten des Adels gegenüber dem englischen König, dessen Land seinerzeit Lehen des Papstes Innozenz III. war. Der Kirche wurde die Unabhängigkeit von der Krone garantiert. Das Dokument wurde vom König nur auf erheblichen Druck der Barone angenommen.
Nachdem die Magna Carta zwischenzeitlich in den Hintergrund getreten war, nahm ihre Bedeutung im 17. Jahrhundert wieder zu, als sich im Englischen Bürgerkrieg der Konflikt zwischen Krone und Parlament zuspitzte. Durch fortwährende Änderungen und Ergänzungen wurden weiteren Bevölkerungsschichten Rechte zugestanden und letztendlich die konstitutionelle Monarchie entwickelt. Erst die Bill of Rights ersetzte 1689 die Magna Carta in weiten Teilen als grundlegendes Verfassungsdokument. Die Magna Carta ist, zusammen mit der Bill of Rights von England, auch Grundlage aller Gesetze der Vereinigten Staaten. Insbesondere die Verfassung der Vereinigten Staaten von 17. September 1787 bezieht sich in Teilen auf die in diesen Gesetzen festgelegten Grundrechte.
Die Verfassung vom 3. Mai 1791 von Polen-Litauen (Rzeczpospolita) gilt als die erste moderne Verfassung Europas im Sinne der Aufklärung. Sie etablierte die erste konstitutionelle Monarchie.
Die französische Verfassung von 1791 wurde von der Verfassunggebenden Nationalversammlung genau vier Monate nach der polnisch-litauischen Verfassung am 3. September 1791 verabschiedet. Mit ihr wurde das revolutionäre Frankreich von einer absolutistischen in eine konstitutionelle Monarchie umgewandelt. Diese hatte allerdings nur rund ein Jahr Bestand. Die Charte constitutionnelle war seit 1814 die verfassungsrechtliche Basis des restaurierten Königreichs Frankreich. Ihr Autor, Benjamin Constant, war derjenige, der den Begriff monarchie constitutionelle prägte.
Die Geschichte der konstitutionellen Monarchie in den deutschen Ländern setzte in den Jahren vor 1800 ein. In vielen deutschen Staaten herrschte aufgeklärter Absolutismus, eine Monarchie, die nicht nur die Macht des Staates, sondern auch das Wohlergehen der Untertanen zum Ziel hatte. Der Staat sollte nach rationalen Grundsätzen modernisiert und „die nicht mehr vernünftig begründbaren Standesunterschiede und Betätigungsschranken [sollten] abgeschafft werden“ (Dieter Grimm). Darum gab es in Deutschland ein weniger starkes Drängen nach Reformen, anders als im Ancien Régime Frankreichs, wo die Monarchie die Aufklärung weitgehend ablehnte. Dennoch: Auch in Deutschland waren die Monarchien letztlich doch noch absolut, weil die Untertanen keine politischen Rechte erhielten. Die Menschen sollten nach Grundsätzen der Aufklärung leben, nicht unbedingt nach solchen, die sie selbst gewählt hatten.
Die Monarchie in Europa geriet damals in eine schwere Finanz- und Legitimitätskrise. Adelige mussten in der Regel keine oder weniger Steuern zahlen, die Monarchen machten Schulden, Kriege verwüsteten die Länder, und wo es ein wohlhabendes Bürgertum gab, wollte es auch Einfluss auf die Politik erhalten. Nach einem verlorenen Krieg oder einer erfolgreichen Revolution wurde durch den König oder die neuen Machthaber eine Verfassung eingeführt, und zwar aus folgenden Gründen:
- Finanzpolitik: Die reichen Bürger, die Steuern zahlten, sollten mitbestimmen können, was mit dem Geld passierte. Mit einem modernen Steuersystem, das weniger Rücksicht auf alte Privilegien nahm, konnte mehr Geld eingenommen werden.
- Integration: Die Bevölkerung oder zumindest die Oberschicht in neu eroberten bzw. angeschlossenen Gebieten wurde in den Staat integriert.
- Staatlichkeit: Der Verfassungsstaat betonte gegenüber anderen Ländern die Souveränität (Eigenständigkeit) gegenüber anderen Staaten.

Der größere Zusammenhang dieser Entwicklung, so Martin Kirsch, ist also die Staats- und Nationsbildung und die Demokratisierung.
Die konstitutionelle Monarchie im eigentlichen Sinne wird von einem Dualismus bestimmt, wie er auch unter dem Gesichtspunkt der Gewaltenteilung erwünscht sein kann. Gesetze kommen nicht zustande, wenn nicht Monarch und Volksvertretung zustimmen; ohne Gesetze und ohne Haushalt kann eine Regierung nicht effektiv regieren. Die konstitutionellen Liberalen in der Frankfurter Nationalversammlung (1848/1849) wollten durchaus einen starken Monarchen als Gegengewicht zur Volksvertretung: Sie hatten Angst vor einer reinen Parlamentsherrschaft oder gar einer Schreckensherrschaft wie in Frankreich 1793/1794.
Ein Dualismus war dauerhaft möglich, ohne automatisch den Übergang zum Parlamentarismus (und damit seinen Untergang) in sich zu tragen. Konstitutionelle Monarchien konnten jedoch instabil werden oder scheitern, wenn der Monarch sich dem Dualismus verschloss. Letztlich wurde die konstitutionelle Monarchie eine historische Übergangserscheinung, weil im 20. Jahrhundert das demokratische Prinzip übermächtig wurde. Dem Monarchen blieben fast nur noch repräsentative Funktionen, oder er wurde durch einen gewählten Präsidenten ersetzt. Allerdings: Wenn die demokratische Kontrolle nicht anerkannt wurde, so konnte die weitere Entwicklung auch in ein autoritäres Regime münden.

## Hauptthemen

### Monarchisches Prinzip

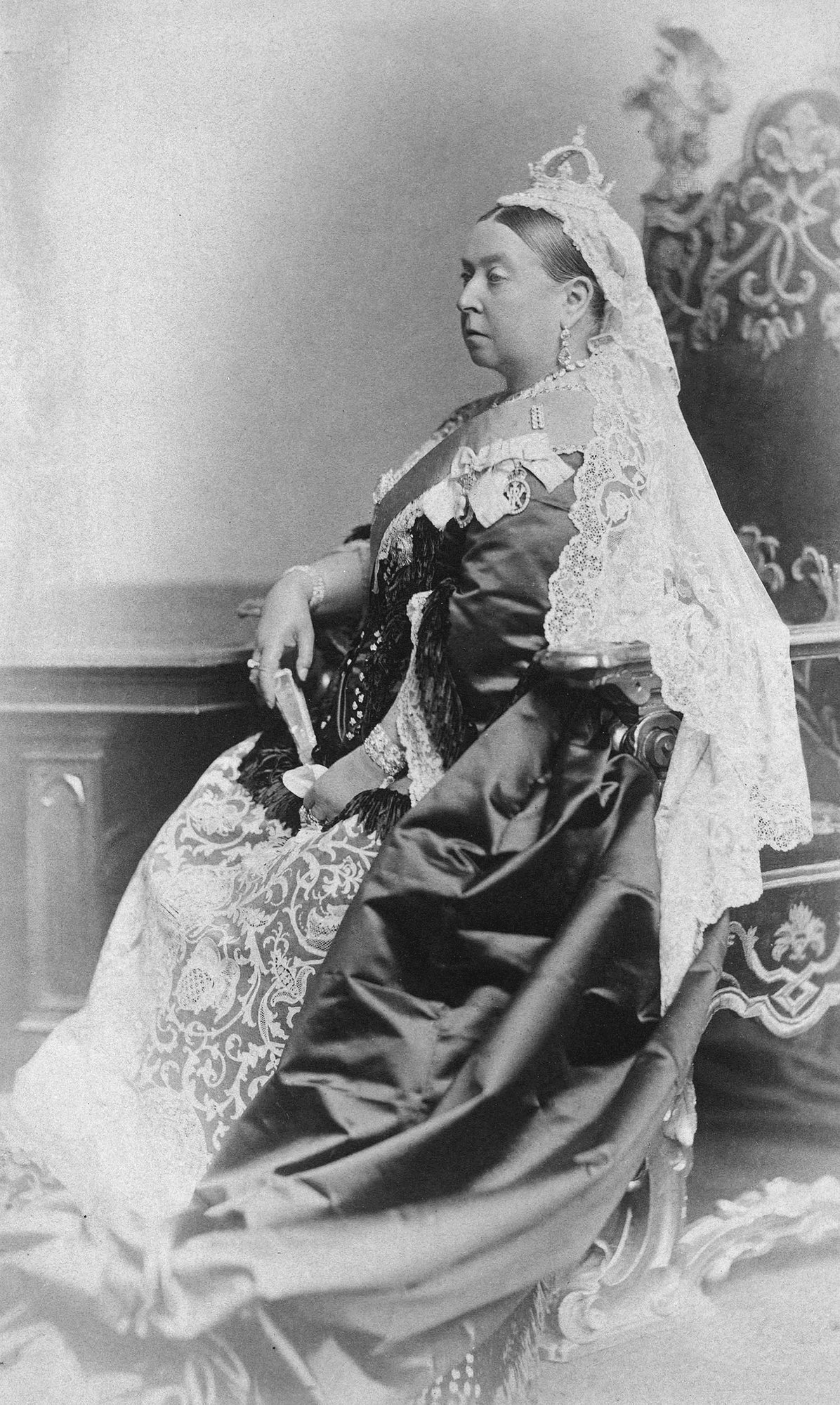
Victoria war englische Königin von 1837 bis 1901. In dieser Zeit setzte sich das Prinzip durch, dass die Krone herrscht, aber nicht regiert. Diese Zurückhaltung war wichtig für das hohe Ansehen, das sich das englische Königtum wieder erwarb. Mischt sich der Monarch hingegen in die Tagespolitik ein, schafft er sich automatisch politische Gegner und kann schwieriger eine integrative Rolle spielen.

Der Soziologe Max Weber unterschied drei Formen der Herrschaft. Bezogen auf die Monarchie heißt das:
- Die Monarchie wurde meist als traditionale Herrschaft verstanden. Grundlagen waren das historische Alter vieler Dynastien und das Gottesgnadentum: Gott hatte die Welt geschaffen und die Menschen in Stände eingeteilt. Solche Argumentationen verloren aber in einem rationalen und säkularen Zeitalter an Kraft, und einige Monarchen untergruben dieses Prinzip selbst, wenn sie andere Monarchen ein- oder absetzten.
- Rational war die Königsherrschaft, wenn sie innerhalb des aufgeklärten Absolutismus oder einer Verfassung eine bestimmte Funktion erfüllte. Gesellschaftlich war der König ein Mittler zwischen verschiedenen Bevölkerungsgruppen, oder ein Bollwerk der Oberschicht gegen soziale Forderungen. Der König wurde ein Verfassungsorgan, das nicht mehr an eine bestimmte Dynastie gebunden war (und damit möglicherweise gar absetzbar). Legte man eine rationale Messlatte an das Funktionieren des Monarchen, kam letzten Endes eine Absetzung oder Ersetzung in den Bereich des Denkbaren.
- Ein charismatischer Führer tauchte in einer Krise auf und versprach, die Probleme des Landes zu lösen. Die Legitimation wurde eventuell durch Plebiszite pseudo-demokratisch verstärkt. Die bekanntesten Beispiele sind Napoleon I. und Napoleon III. Soziale Unruhe, Krisen oder militärische Niederlagen gefährdeten aber eine solche Legitimation.

Im 19. Jahrhundert, trotz der Enthauptung des französischen Königs Ludwig XVI. im Jahre 1793, war die (konstitutionelle) Monarchie eine weit verbreitete Ordnungs- und Bewusstseinsform. Zwischen 1815 und 1870 hatte nur ein einziger größerer Staat in Europa keine Monarchie: die Schweiz. Jürgen Osterhammel schreibt sogar von „Neuerfindungen der Monarchie“, etwa in den Kolonialreichen, in die die konstitutionelle Monarchie exportiert wurde, aber auch mit der Neuaufwertung der britischen Monarchie; mit dem Kaisertum Japans, das von einem eigentlich usurpatorischen Regime als Legitimationsspender aufgewertet wurde; dem bundesstaatlich verfassten Deutschen Reich, in dem Wilhelm I. eine ähnliche integrative Rolle spielte, aber ohne quasi-religiösen Kaiserkult; und mit dem cäsaristischen und bonapartistischen Kaisertum von Napoleon III., „der niemals vergessen machen konnte, dass er nicht einem der großen regierenden Häuser Europas entstammte.“

### Ministerverantwortlichkeit

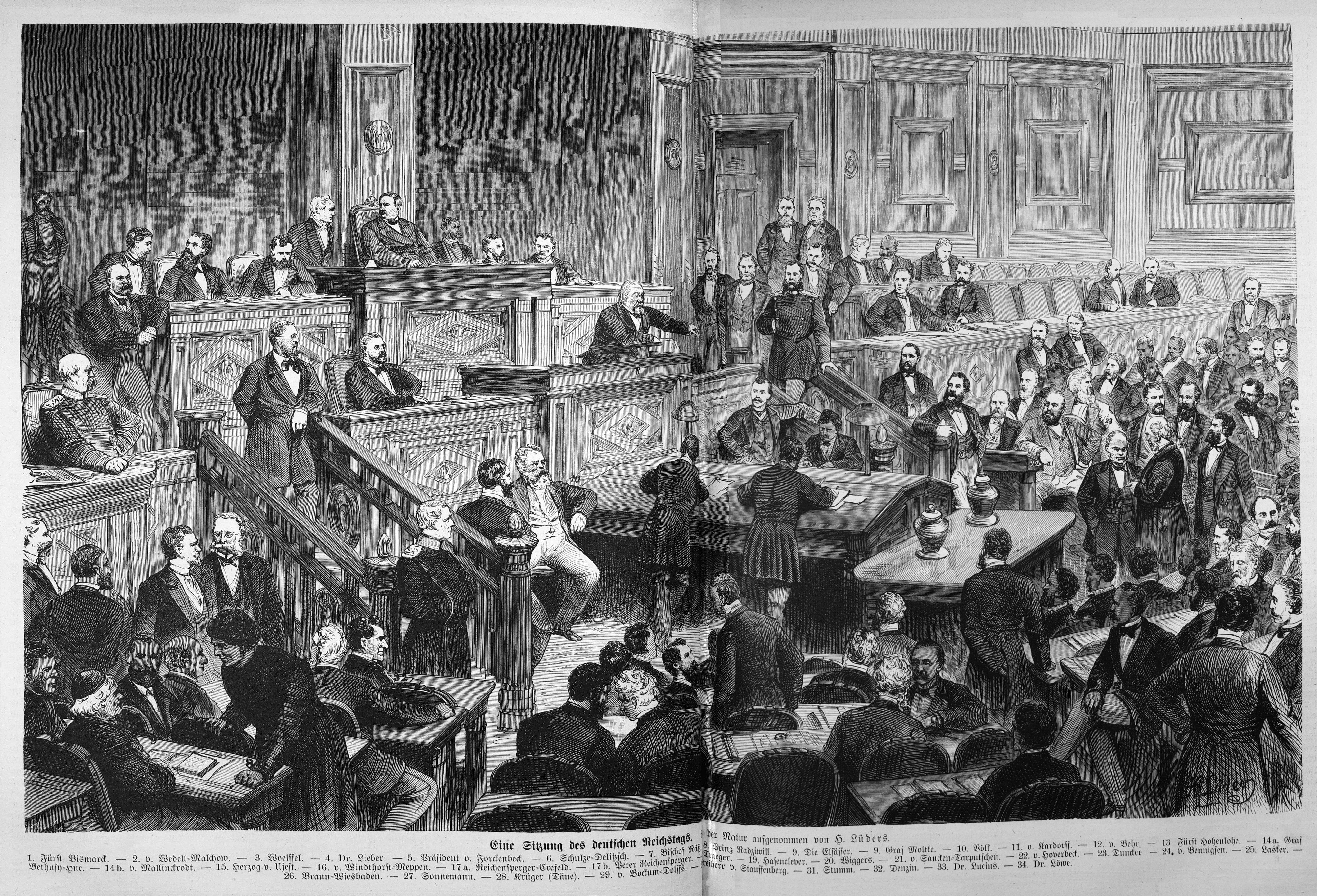
Otto von Bismarck im Reichstag 1874 (links sitzend, in Uniform). Er diente seit 1862 als preußischer Ministerpräsident und ab 1867/1871 als deutscher Kanzler. In beiden Ämtern war er laut Verfassung „verantwortlich“. Zu einer parlamentarischen Regierung kam es nicht, dennoch musste er mit den Fraktionen im preußischen Landtag bzw. im deutschen Reichstag letztlich zusammenarbeiten.

Traditionell regierte der Monarch mit Ministern, die er als seine persönlichen Diener absetzen und ernennen konnte. Sein Kabinett mit den Ministern war aber letztlich nur ein Hilfsorgan. In der konstitutionellen Monarchie erhielten die Minister eine selbstständigere Rolle, entweder schon zu Beginn einer Verfassungsordnung oder erst später durch eine Verfassungsänderung.
Grundlage dieser Eigenständigkeit war die Ministerverantwortlichkeit, die in unterschiedlicher Weise in der Verfassung oder in der Verfassungswirklichkeit realisiert wurde. Dieses Prinzip teilte die monarchische Regierung in einen ständigen und unverantwortlichen Teil, den Monarchen; er konnte wie im Absolutismus nicht abgesetzt oder zur Rechenschaft gezogen werden. Der andere Teil der Regierung war auswechselbar und verantwortlich, die Minister. Eine Handlung des Monarchen, etwa ein Befehl oder eine Verordnung, wurde erst wirksam, wenn auch ein Minister seine Unterschrift hinzugefügt hatte (das Contraseign, die Gegenzeichnung). Damit übernahm der Minister die Verantwortung und konnte eventuell gerichtlich verfolgt werden, wenn er ein Gesetz oder die Verfassung verletzte.
War ein Minister mit einer Handlung des Monarchen nicht einverstanden, dann zeichnete er nicht gegen; obwohl der Minister weiterhin vom Monarchen entlassen werden konnte, stärkte die Ministerverantwortlichkeit doch seine Eigenständigkeit, weil der Monarch keine fähigen Minister verlieren wollte. Aber auch die konstitutionelle Monarchie wurde so gestärkt, weil die Volksvertretung sich meist mit der Absetzung eines verantwortlichen Ministers zufriedengab, ohne gleich die Absetzung des Monarchen zu erstreben (die Minister waren, so Wolfgang Reinhard, „Blitzableiter für die Opposition“).
Von einer mehr juristischen oder strafrechtlichen Verantwortlichkeit wird die politische oder parlamentarische unterschieden. Letztere meint, dass die Volksvertretung einen Minister de facto oder de iure stürzen konnte, wenn sie seine Tätigkeit politisch nicht mehr als „zweckmäßig“ empfand. In den Verfassungen finden sich unterschiedliche Formulierungen, selbst die Trennung in juristische und politische Verantwortlichkeit ist nicht immer deutlich. In manchen Verfassungen stand schlicht, dass die Minister „verantwortlich“ seien, nicht aber, wem gegenüber, wofür und was die Konsequenzen waren. Für die Herausbildung des Parlamentarismus war eine wie auch immer formulierte Ministerverantwortlichkeit letztlich nicht unbedingt notwendig und erst recht nicht hinreichend.

### Volksvertretung

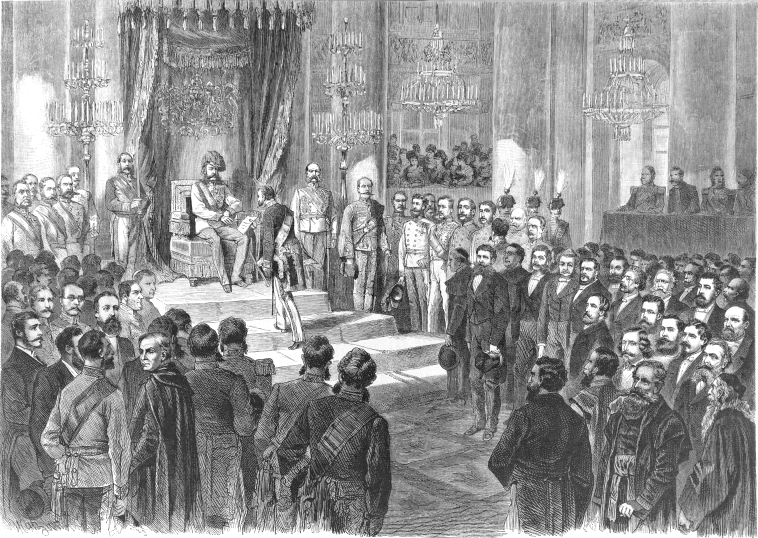
Kaiser Franz Joseph I. eröffnet im Zeremoniensaal der Hofburg den Reichsrat, 1879

Europäische Monarchien waren vor dem Konstitutionalismus selten „Autokratien“, wie Russland vor 1906 oder Frankreich in den letzten Herrschaftsjahren von Napoleon Bonaparte. Mit Ausnahme von voll ausgebildeten absolutistischen Monarchien hatten Vertretungen der Stände teils große Mitsprachemöglichkeiten bei der Gesetzgebung, Steuererhebung und einigen Fragen des Heerwesens. Um 1800 kamen Repräsentativverfassungen auf, die eine moderne Volksvertretung vorsahen. Modern war es, wenn die Abgeordneten nicht von einer ständisch definierten Bevölkerungsgruppe entsandt wurden, wie dem Adel oder Berufsständen, sondern vom Volk gewählt wurden.
Die Volksvertretungen der konstitutionellen Monarchie unterschieden sich aber noch stark von heutigen rein demokratischen Parlamenten. In allen großen und mittelgroßen Staaten bestanden sie aus zwei Kammern, also zwei Gruppen von Abgeordneten, die getrennt tagten und getrennt organisiert waren. Die eine Kammer wurde vom Volk gewählt und hieß Unterhaus, Volkskammer, Volkshaus, Abgeordnetenhaus, zweite Kammer usw. Die andere Kammer hieß Oberhaus, Herrenhaus, Erste Kammer usw. Einkammersysteme kamen nur in kleinen Staaten vor oder aber in den Plänen der Demokraten.
Das Oberhaus diente in der Regel dazu, ständische Elemente in die Volksvertretung zu integrieren und adlige Vorrechte teilweise zu sichern. Damit sollte die königstreuen Konservativen gestärkt werden. Angehörige des Oberhauses wurden vom König ernannt, oder von einer Berufsorganisation oder Universität oder Kirche entsandt, oder von reichen Grundbesitzern gewählt; oder bestimmte Angehörige des Hochadels waren kraft Geburt Mitglied. Das Oberhaus konnte dazu dienen, mediatisierten Ex-Fürsten eine Rolle zu geben. Jedes Land hatte seine eigene „Mischung“ im Oberhaus.

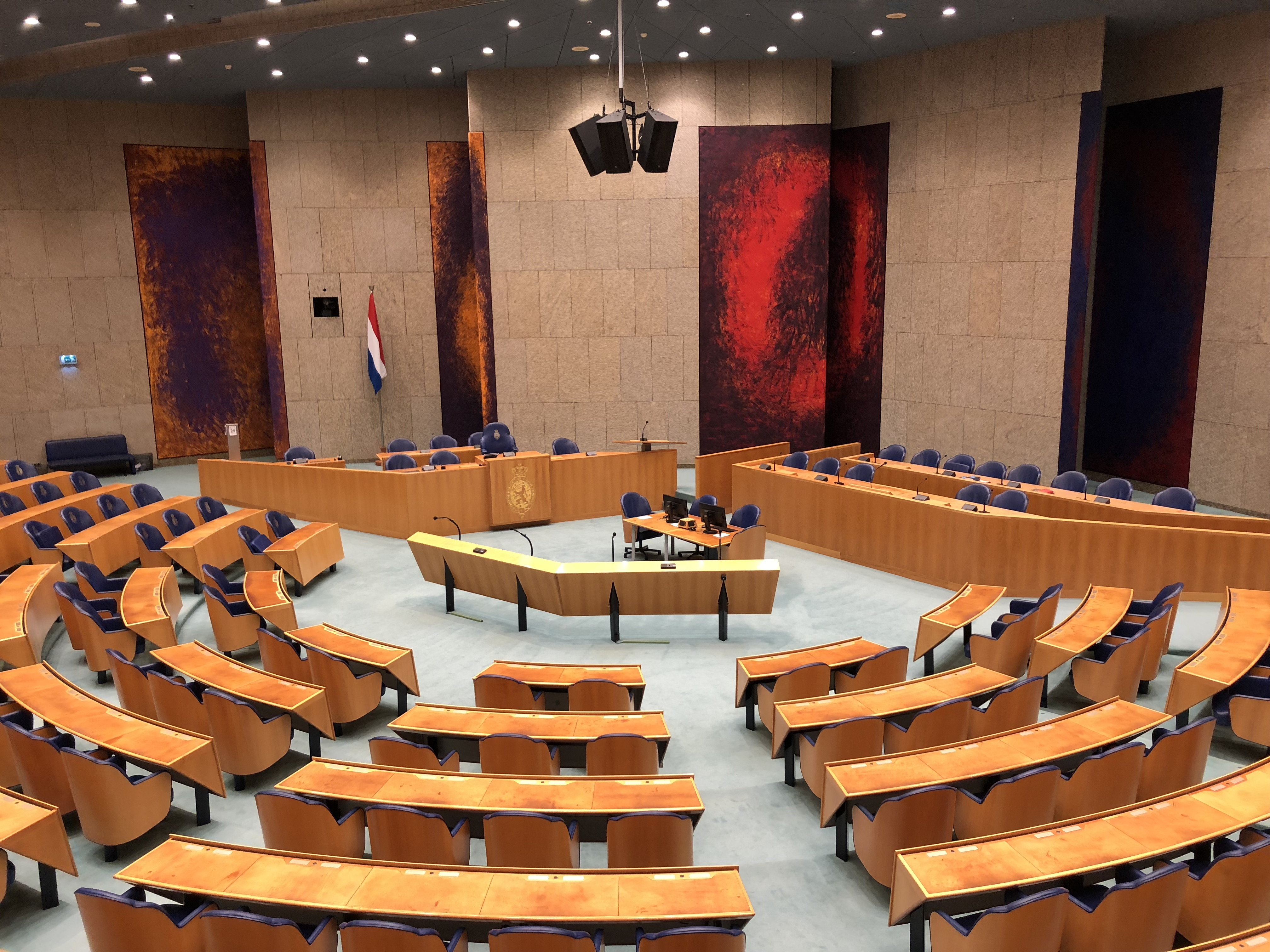
Heutiger Plenarsaal der Zweiten Kammer in den Niederlanden. Ein Gesetzentwurf bedarf der Zustimmung in beiden Kammern. Die Erste Kammer kann Entwürfe nur ablehnen oder annehmen, nicht abändern, und gilt als die schwächere von beiden.

Das Unterhaus wurde gewählt, doch nur von Teilen des Volkes. Ein Zensuswahlrecht schloss alle Bürger vom Wählen aus, die nicht eine Mindestsumme an Steuern zahlen. Ein Dreiklassenwahlrecht ließ zwar alle Bürger wählen, gab den Stimmen der reichen Oberschicht aber mehr Gewicht. In einigen Staaten hatten Reiche, Ältere oder Akademiker Zusatzstimmen. Selten war ein allgemeines und gleiches Wahlrecht. Überhaupt durften nur Männer wählen, und wegen der damaligen Altersstruktur der Gesellschaft schloss auch eine Mindestaltersgrenze von 25 oder 30 Jahren viele mögliche Wähler vom Wählen aus.
In der konstitutionellen Monarchie kam ein Gesetz nur zustande, wenn sowohl die Volksvertretung als auch der Monarch zustimmten. Gleiches galt für den Staatshaushalt, also die Einnahmen und Ausgaben. Ähnlich wie bei der Regierungsbildung war die Gesetzgebung ein Machtspiel, in der mal der Monarch, mal die Volksvertretung sich besser durchsetzen konnte. Ein großes Problem für die Volksvertretungen war es oft, dass bestimmte Politikbereiche wie die Außenpolitik und das Militär sowieso dem Monarchen vorbehalten waren. Eine parlamentarische Kontrolle auf diesen Gebieten war besonders schwierig zu realisieren.

## Europäische und deutsche Entwicklung

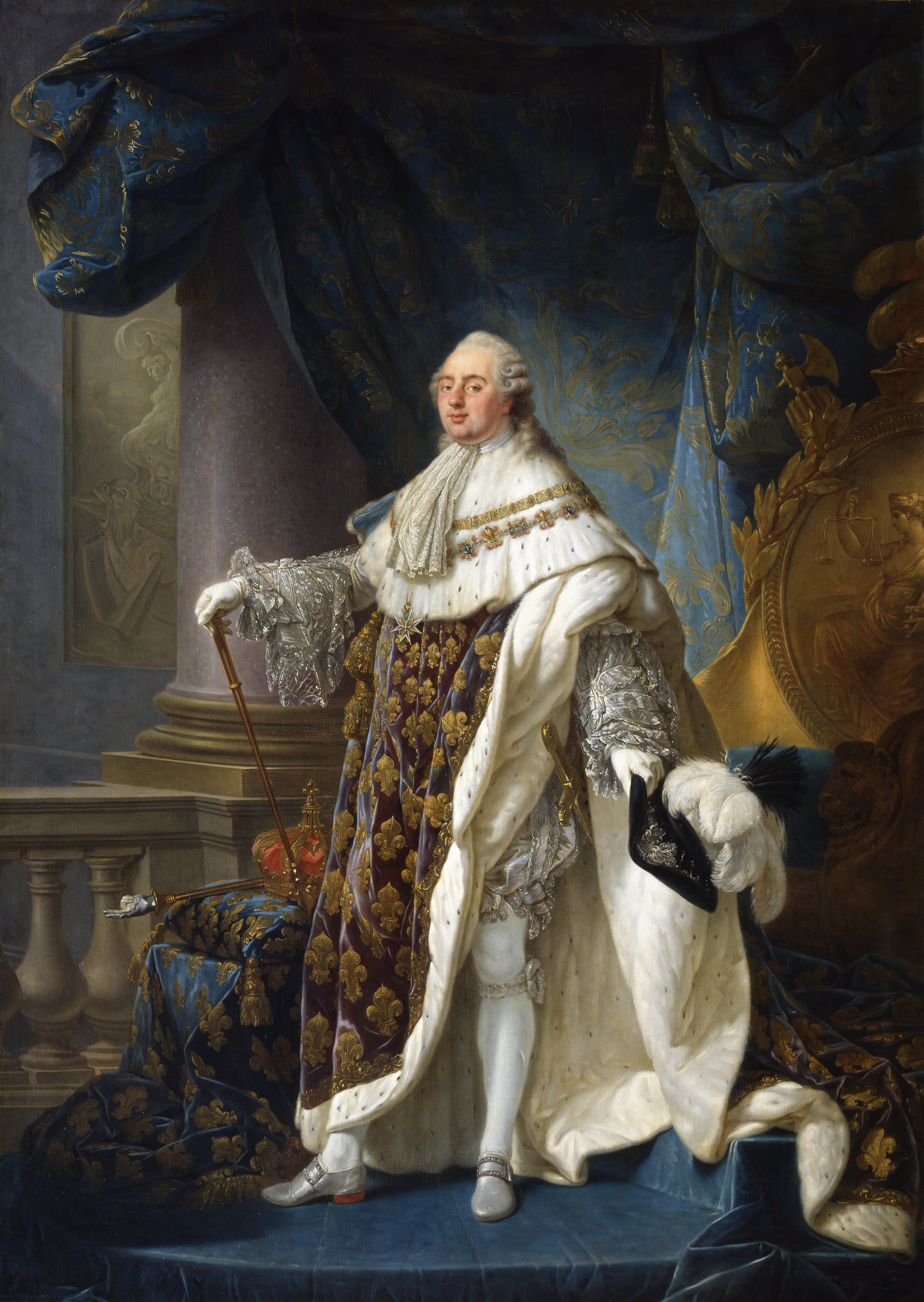
Der französische König Ludwig XVI. legte zwar einen Eid auf die Verfassung von 1791 ab, war aber innerlich nie bereit, sie zu akzeptieren. Am 21. September 1792 wurde die Republik ausgerufen, am Vormittag des 21. Januar 1793 kam Ludwig unter die Guillotine.

Obwohl einige europäische Monarchien Kontrollmechanismen der Stände oder des Adels unterlagen, gab es keine zusammenfassende Verfassung, oder Konstitution, die den politischen Prozess definierte und die Gewaltenteilung in einem zusammenfassenden Werk regelte. Mit Beginn der Aufklärung im 17. und 18. Jahrhundert gab es vermehrt Bestrebungen, die Macht des Monarchen in einer Konstitution zu definieren und zu regeln.
Als die älteste Verfassung einer konstitutionellen Monarchie gilt die Verfassung vom 3. Mai 1791 von Polen-Litauen (Rzeczpospolita), die die erste moderne Verfassung Europas im Sinne der Aufklärung ist.
Die zweitälteste konstitutionelle Monarchie ist die französische von 1791. Frankreich hatte bis 1877 besonders viele Regime- und Verfassungswechsel; dreimal wurde das konstitutionelle Königtum beendet: 1792, 1814 und 1848; einmal wurde der Monarch abgesetzt, die Monarchie als solche jedoch beibehalten: 1830. Dabei ist die Struktur monarchisch geblieben: Selbst als Frankreich einen Konsul oder Präsidenten hatte, so war dieser in der Praxis kaum absetzbar (wie Napoleon Bonaparte und Louis-Napoleon). Gescheitert sind die Monarchien, wenn die Bereitschaft fehlte, das Wahlrecht zu demokratisieren, also breite Bevölkerungskreise von der politischen Teilnahme ausgeschlossen wurden, ferner, wenn wirtschaftliche Krisen aufkamen (1830 und 1848) oder nach Kriegsniederlagen (1814 und 1870).
Frankreich war Verfassungsleitbild, weil es früh und viele Verfassungen ausbildete, aber auch durch Eroberungskriege Verfassungen „exportierte“. Spätere Verfassungsgeber in anderen Ländern suchten sich eine Verfassung aus, die ihnen am meisten zusagte. Die von 1814 sah einen starken Monarchen vor, wie es dem Geist der Zeit entsprach. Wollten sie ein stärkeres Parlament, so orientierten sie sich an der von 1791 oder 1830. An der amerikanischen republikanischen Verfassung hingegen konnten die europäischen Monarchien schlecht anknüpfen.
Die niederländische Monarchie wurde 1814/1815 begründet. Bis in die Mitte des Jahrhunderts regierten die Könige trotz Verfassung noch sehr selbstständig, bis die Volksvertretung allmählich machtbewusster auftreten konnte. Der Parlamentarismus wurde in der politischen Kultur in den 1860er-Jahren durchgesetzt, 1918 wurde das Wahlrecht demokratisiert. In der Verfassung von 1815 steht bis heute nirgends, dass ein Minister zurücktreten müsste, weil die Volksvertretung dies verlangt; in der Praxis wäre es aber kaum denkbar, dass ein Minister nach einem Misstrauensvotum im Amt bleibt.

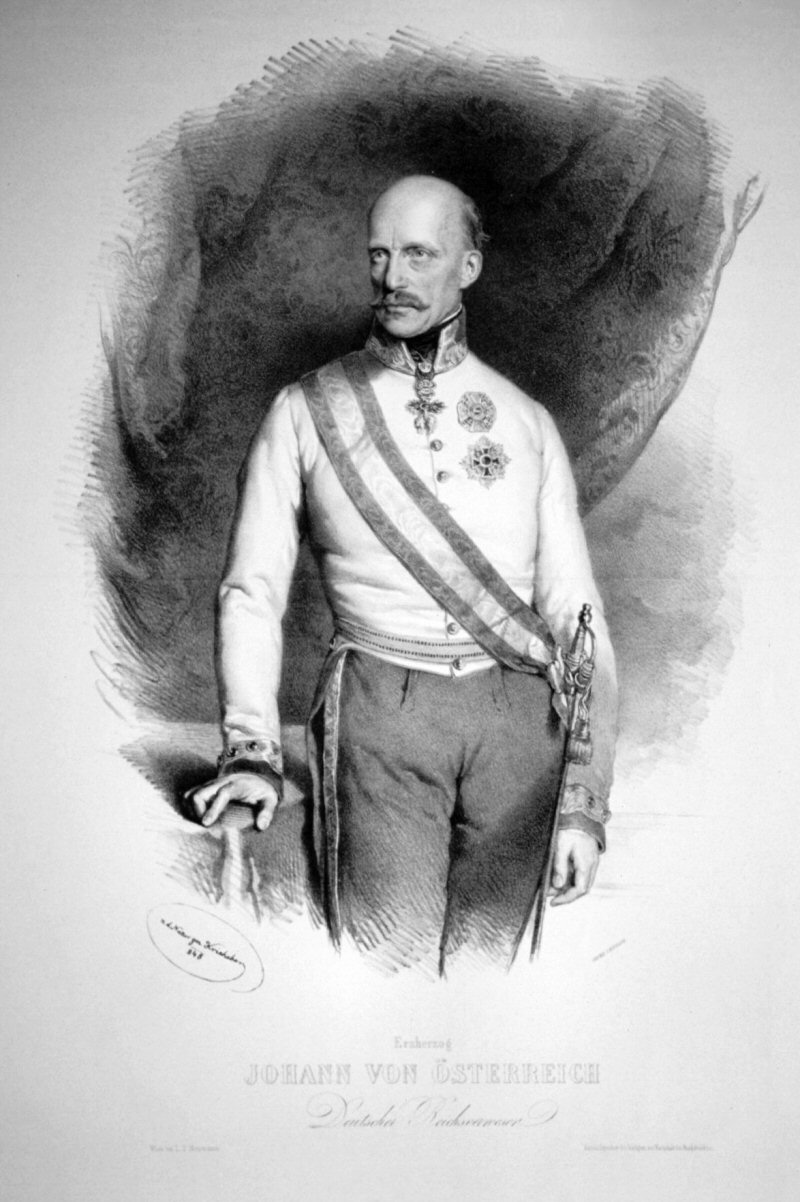
Reichsverweser Erzherzog Johann, hier 1848, kann als erster gesamtdeutscher konstitutioneller Monarch angesehen werden.

Die ersten modernen Verfassungen Deutschlands erließen die französischen Machthaber in Satellitenstaaten wie dem Königreich Westphalen (1807). Es ist umstritten, inwieweit es sich um einen reinen „Scheinkonstitutionalismus“ (Ernst Rudolf Huber) oder um substantielle, wenn auch nur bedingt wirksam gewordene Verfassungsordnungen handelte. Der eigentliche Konstitutionalismus beginnt nach der Napoleon-Zeit in Süddeutschland (zum Beispiel in Bayern 1818).
Nach einem gewaltsam niedergeschlagenen Versuch von 1848/1849, ein Deutsches Reich als konstitutionelle Monarchie zu errichten, erfolgte die Reichsgründung 1871 wiederum als konstitutionelle Monarchie. Obwohl der Bundeskanzler bzw. Reichskanzler verantwortlich war, wurde lange Zeit das Reichstagswahlergebnis für die Regierungsbildung höchstens mitberücksichtigt. Ab Oktober 1917 waren die Regierungen de facto vom Vertrauen des Reichstags abhängig, ab Oktober 1918 infolge der Oktoberreformen auch laut veränderter Verfassung. Mit der Novemberrevolution kurz darauf endete die konstitutionelle Monarchie in ganz Deutschland.
Martin Kirsch behandelt die Frage, ob es einen deutschen Sonderweg im 19. Jahrhundert gegeben hat, ob Deutschland in diesem Sinne „verspätet“ war. Ab 1814/1815 befanden sich Frankreich, die Niederlande und Süddeutschland auf einer gleichen Entwicklungsstufe der konstitutionellen Monarchie, mit einem starken Monarchen und wenig Einfluss des Parlaments. Die absolutistischen Staaten Preußen, Sardinien-Piemont und Dänemark holten ab 1848 aber auf. Etwa im Vergleich zum Frankreich von Napoleon III. hatte das Parlament in Preußen mehr Bedeutung.

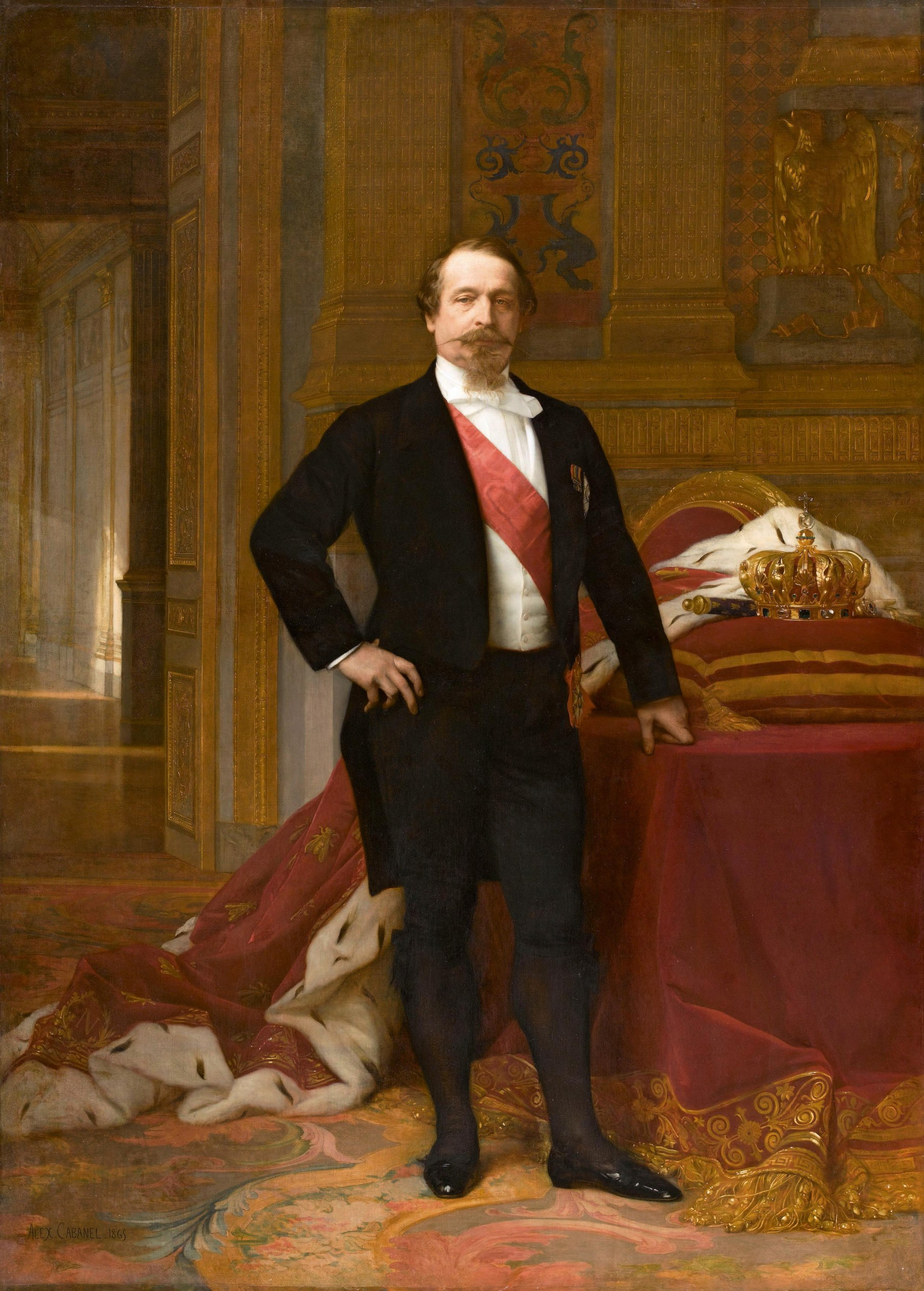
Der politische Abenteurer Louis Napoléon Bonaparte ließ sich Ende 1848 zum Präsidenten der Zweiten Französischen Republik wählen. Seine autokratisch ausgeübte Präsidentschaft mündete 1852 darin, dass er sich zum Kaiser Napoleon III. ausrief. 1869 musste er dem Parlament aber größere Macht einräumen (Empire libéral), und wegen Niederlagen im Deutsch-Französischen Krieg wurde er gestürzt.

Vom Jahr 1869/1870 betrachtet hatten Frankreich, Preußen und Italien ein ähnliches Entwicklungsniveau. „In keinem der drei Länder war zu diesem Zeitpunkt die Verknüpfung von Demokratie und Parlamentarismus im Verfassungsstaat gelungen“, in keinem war soziale Gerechtigkeit realisiert worden. Ein Konflikt der Volksvertretung mit dem Monarchen führte sowohl in Preußen als auch in Dänemark nicht zu einer Stärkung der Volksvertretung, der italienische König entließ 1859 Cavour trotz parlamentarischer Mehrheit. Auch später wehrte sich das italienische Parlament nicht gegen solches Vorgehen. „Die Konfliktbereitschaft eines Parlaments taugt insofern nur sehr bedingt als Gradmesser für die Beurteilung deutscher Verfassungseigenheiten.“ Der Monarch in Deutschland hatte große Macht, wie auch in Schweden bis 1917 und in Österreich bis 1918. Der militärische Oberbefehl für den Monarchen war auch keine deutsche Besonderheit, sondern in fast allen Ländern Normalfall. Der belgische König hatte sogar weitaus mehr faktische Entscheidungskompetenz als der deutsche Kaiser.
Die Rahmenbedingungen der deutschen Verfassung waren sehr europäisch, und eine andere Entwicklung wäre möglich gewesen. Wirklich tiefgreifend unterschied Deutschland sich nur durch seinen Föderalismus, wie ihn von den anderen konstitutionellen Monarchien nur noch Österreich kannte. Kirsch: „Die jeweiligen nationalstaatlichen Entwicklungen des monarchischen Konstitutionalismus im 19. Jahrhundert lassen sich also nicht in deutlich abgrenzbare helle und dunkle nationale ‚Sonderwege‘ unterteilen, sondern je nach dem Zeitpunkt näherten sich einzelne Wege einander an oder entfernten sich wieder.“